# 이용기 (1986년)
이용기(李龍基, 1986년 11월 30일~2025년 5월 18일)는 대한민국의 정치인이며, 제9대 대전광역시의회 의원을 지냈다.

## 학력
- 동대전초등학교 졸업
- 동대전중학교 졸업
- 대전송촌고등학교 졸업
- 한남대학교 경상대학 경영학과 졸업

## 경력
- 대전보건대학교 총학생회장
- 새누리당 대전시당 청년위원회 부위원장
- 대한체육회 대한세팍타크로협회 이사
- 제20대 대통령선거 대덕구 공동선대위원장
- 한밭국악회 이사
- 국민의힘 대덕구당원협의회 조직부장
- 대전청년포럼 수석 부회장
- 송촌고등학교 총동문회장
- 대전광역시의회 운영위원회 위원장

## 사망
2025년 5월 18일 대전 대덕구 계족산 등산로 인근에 주차된 차량 안에서 숨진 채 발견되었다. 자살하기 전 가족에게 문자 메시지를 보낸 사실이 확인되었으며, 현장에서 유서는 발견되지 않았다.

## 역대 선거 결과
| 실시년도 | 선거      | 대수 | 직책   | 선거구                | 정당     | 득표수   | 득표율          | 순위 | 당락 | 비고           |
| -------- | --------- | ---- | ------ | --------------------- | -------- | -------- | --------------- | ---- | ---- | -------------- |
| 2022년   | 지방 선거 | 9대  | 시의원 | 대전 대덕구 제3선거구 | 국민의힘 | 13,430표 | \| \| 51.77% \| | 1위  |      | 초선, 민선 8기 |
|          | 51.77%    |      |        |                       |          |          |                 |      |      |                |

## 가족 관계
아버지는 정치인 이희재(李熙宰)이며, 제6회 대전광역시의회 의원을 지냈다.